# Герб міста Дунаївців
Герб Дунаївців — офіційний геральдичний символ міста Дунаївців, районного центру Хмельницької області України. Затверджений рішенням VI сесії міської ради IV скликання за № 4 від 9 квітня 2003 p. 
Автор герба — А. Ґречило.,

## Опис
Срібний журавель із червоним дзьобом і лапами, який у правій лапі тримає срібний камінь. Журавель стоїть у чорному полі на зеленій основі. 
Щит обрамований декоративним картушем. Срібна міська корона з трьома вежками увінчує щит.

## Попередні герби

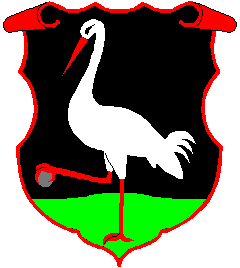
Герб часів Речі Посполитої

### Герб часів Речі Посполитої
Магдебурзьке право Дунаївці отримали 1592 року.
У 1597 році була затверджена печатка магістрату — журавель, що тримав камінь в нозі, якій мовби стоїть на варті, оберігає всю зграю від ворога. 
Опис: На гербі зображений срібний журавель, що стоїть на одній нозі та затиснув камінь в другій.
Сучасний герб міста Дунаївці повторює геральдику печатки магістрату.

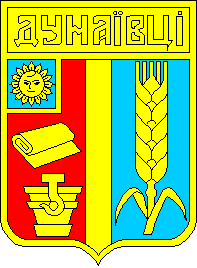
Герб часів СРСР

### Герб часів СРСР
Герб часів СРСР був затверджений у 1989 році. Автор — Борис Борисович Шулевський.
На відміну від сучасного герба та герба часів Речі Посполитої на гербі радянського періоду більше немає журавля — він був замінений індустріальними символами міста: золотим рулоном тканини та ливарним ковшем в лівій частині, та золотим колосом, що розташований вертикально, в правій частині. Сам щит виконаний червоним та лазуровим колярами з золотим стовпом та главою, в якій присутній напис «ДУНАЇВЦІ». У вільній лазурованій частиній — золоте усміхнене сонце, що тепер є на прапорі Дунаївців.